# Blümlisalp (bateau)
Pour les articles homonymes, voir Blümlisalp (homonymie).
Le Blümlisalp est un bateau à aubes naviguant sur le lac de Thoune, en Suisse, et appartient à la Schifffahrt Berner Oberland, filiale du groupe BLS SA. Il est nommé d'après le Blümlisalp, un sommet des Alpes bernoises situé non loin du lac sur lequel il navigue.

## Histoire
Il est commandé en 1905 par la Oberländischen Dampfschifffahrts-Gesellschaft à Escher Wyss à Zurich. À l'époque il surpasse en tout, taille, performance et élégance tous les autres bateaux des lacs de Thoune et Brienz.
Il est mis hors-service en août 1971 et est mis au rebut dans le delta de la Kander. Sur l'initiative de l'association « Vaporama » le Blümlisalp est rénové pendant deux ans. Le vendredi 22 mai 1992 il réalise un second voyage inaugural.

## Classement
Le bateau est classé en tant que bien culturel suisse d'importance nationale.

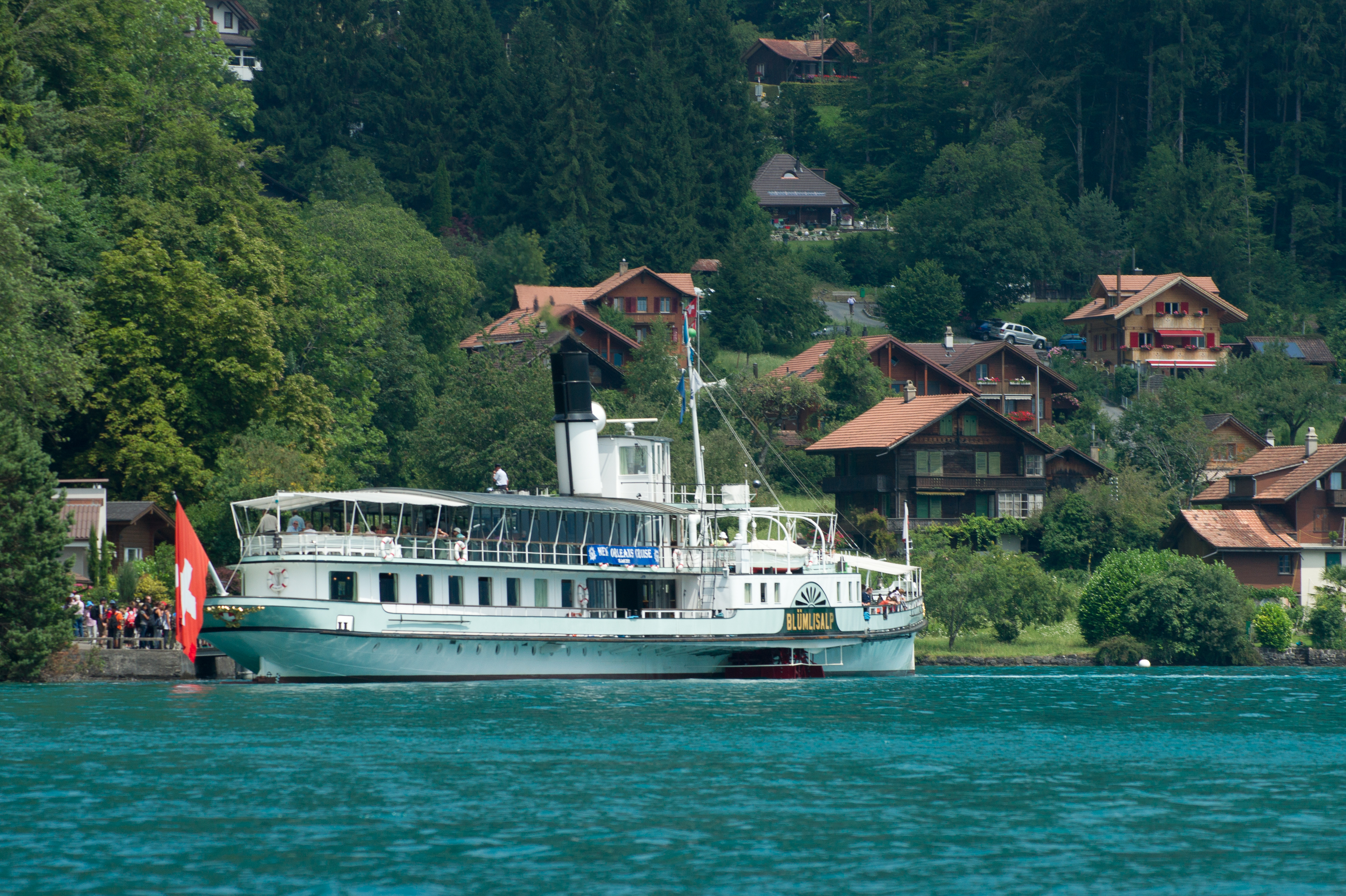
Vue sur la poupe du Blümlisalp

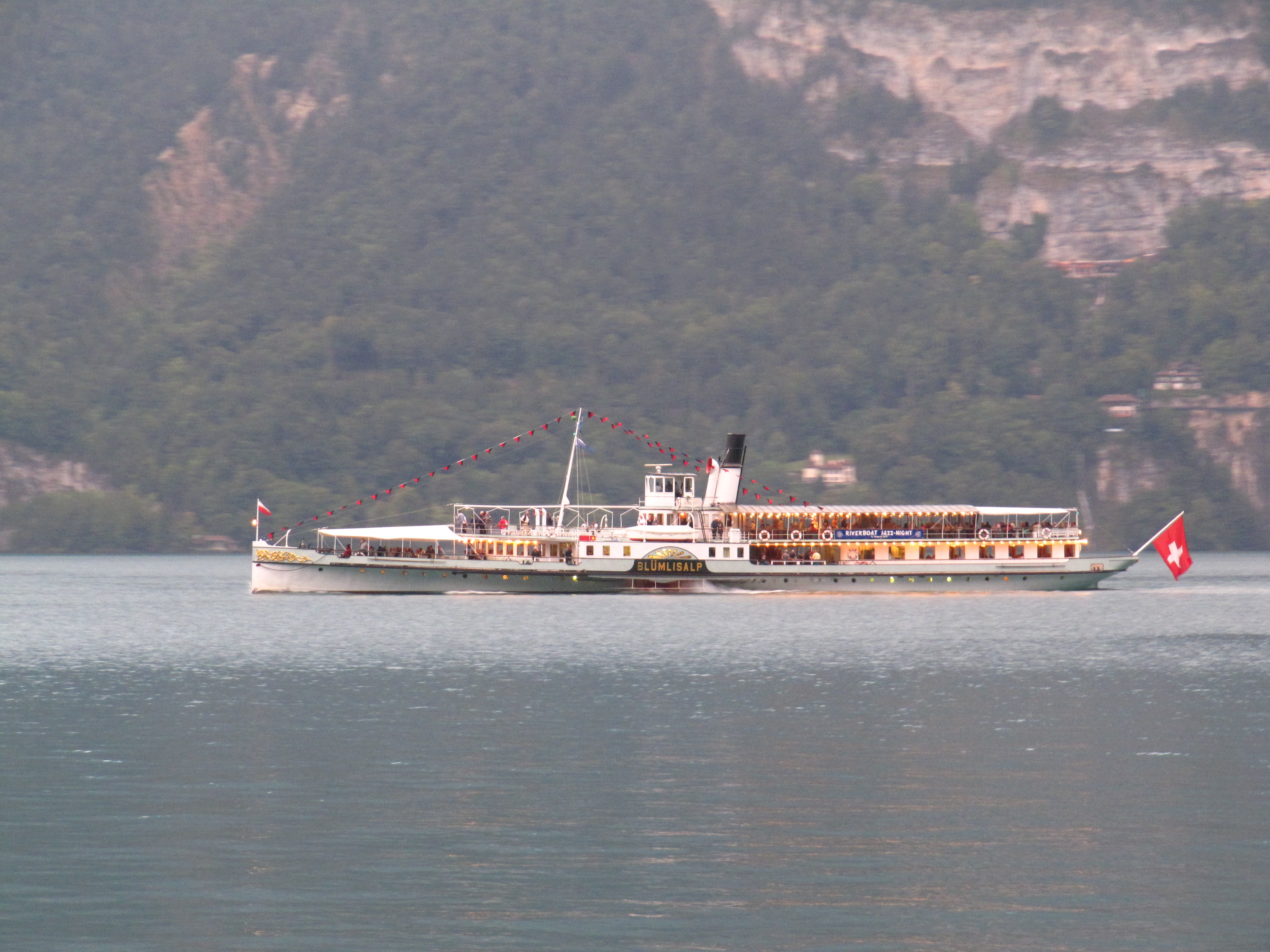
Le Blümlisalp à proximité des Grottes de Saint-Béat à Beatenberg

### Sources
- (de) Cet article est partiellement ou en totalité issu de l’article de Wikipédia en allemand intitulé « Blümlisalp (Schiff) » (voir la liste des auteurs).